# Molophilus lewisianus
Molophilus lewisianus là một loài ruồi trong họ Limoniidae. Chúng phân bố ở miền Australasia.